# 고기를 잡으러
《고기를 잡으러!(let's go fishing!)》는 대한민국의 음악가 젬베콜라의 디지털 싱글이다. 젬베콜라 디지털 싱글 앨범  <고기를 잡으러!(let's go fishing)>는 우리는 모두 삶이라는 모험을 떠난다.  그 출발선은 모두 다르지만 누구나 그 모험을 향해 내딛는 걸음에는 순수하고도 묘~한 두근거림이 함께 걸려있다. 우리는 모두 고기를 잡으러 발걸음을 재촉한다.  어린시절 작은 꿈 과도 같고, 찰나의 순간 찾아오는 몰입과 명상이기도하다. 우리는 이 과정을 즐길필요가 있다. 인생에서 언제나 찾아오지않는 물고기를 잡으러 우리는 이 발로 이 손으로 즐겁게 나서야만 한다.

## 수록곡
| #            | 제목               | 작사             | 작곡                                     | 재생 시간 |
| ------------ | ------------------ | ---------------- | ---------------------------------------- | --------- |
| 1.           | 〈고기를 잡으러!〉 | 시디키보(신보섭) | 시디키보(신보섭), 윤성희, 임강토, 강상훈 | 3:49      |
| 총 재생 시간 | 총 재생 시간       | 총 재생 시간     | 총 재생 시간                             | 3:49      |

## 참여
- 참여 아티스트/인물
- 시디키보(신보섭) - 젬베 / 두눈
- 윤성희 - 기타
- 임강토 - 드럼
- 강상훈 - 베이스
- 냉이(박미령) - 발렛두눈
- 시비리(박용일) - 보컬 / 자바라
- 앨범커버 : 다인킴(@dain_art)